# Фриско Кид
 «Фриско Кид»  (англ. The Frisco Kid) — американский комедийный вестерн 1979 года, снятый Робертом Олдричем. В главных ролях: Джин Уайлдер в роли Авраама Белински, польского раввина, который едет в Сан-Франциско, и Харрисон Форд в роли грабителя банков, который подружился с ним.

## Сюжет
Раввин Авраам Белински (Уайлдер), недавно закончивший  иешиву, прибывает в Филадельфию из Польши по пути в Сан-Франциско, где он будет новым раввином общины. У него есть свиток Торы для синагоги Сан-Франциско. Белински, невинный, доверчивый и неопытный путешественник, встречается с тремя мошенниками, братьями Мэттом и Дэррилом Диггсом и их партнером мистером Джонсом, которые заставляют его помогать оплачивать повозку и припасы, чтобы ехать на запад, а затем жестоко грабят Авраама и оставляют его с остатками разбросанных вещей на пустынной дороге в Пенсильвании.
Все еще будучи полон решимости добраться до Сан-Франциско, Белински проводит время с некоторыми голландскими амишами из Пенсильвании (которых он сначала принимает за евреев). Поскольку он был ранен, когда его выгнали из скоростного вагона, медсестра амишей заботилась о Белинском до тех пор, пока он не выздоровел. Когда он достигает конца железнодорожных путей в Огайо, раввину удается найти работу на железной дороге. По дороге на запад после того, как он накопил достаточно денег, чтобы купить лошадь и некоторые припасы, он подружился с незнакомцем по имени Томми Лиллард (Харрисон Форд), грабителем банков с мягким сердцем, которого тронула беспомощность и откровенность Белинского несмотря на то, что это иногда доставляло ему неприятности.
Например, когда в четверг Лиллард грабит банк, он обнаруживает, что Белински (ортодоксальный еврей) не будет ездить в Шаббат, даже с висящим отрядом на хвосте. Тем не менее, им все же удается уйти, главным образом потому, что лошадям дали отдохнуть и они смогли скакать всю ночь, опережая преследователей.
В другой раз, из-за настойчивости Белинского ехать в ненастную погоду, ему и Лилларду пришлось использовать старый индийский трюк и прижаться к своим лошадям, которых они уложили на землю, чтобы переждать бурю. Путешествуя вместе, они также знакомятся с обычаями и гостеприимством американских индейцев, нарушают обет молчания монастыря траппистов невинным жестом благодарности и немного узнают о культуре друг друга.
Остановившись в небольшом городке недалеко от Сан-Франциско, Белински снова сталкивается с братьями Диггз и мистером Джонсом. Он вступает в драку с тремя и после избиения его спасает Лиллард, который забирает то, что они украли у Белинского, и многое другое.
В поисках мести трое бандитов следуют за парой и устраивают засаду на калифорнийском пляже, где они остановились, чтобы искупаться, начинается перестрелка. Белински переживает кризис веры, когда он вынужден убить Дэррила Диггса в целях самообороны после того, как Дэррил ранил Томми. Лиллард восстанавливает его веру красноречивым спором на простом языке, напоминая ему, что он все еще остается тем, кем он является, несмотря на то, что ему пришлось сделать на пляже. 
Когда Мэтт Диггс, единственный выживший из засадного трио, готовится отомстить за своего брата, убив Белинского и Лилларда, Авраам, обретя самообладание, демонстрирует свою мудрость и мужество перед всем сообществом, разоружая и изгоняя Диггса из Сан-Франциско. Фильм заканчивается тем, что Белински женится на Розали Бендер, младшей дочери главы еврейской общины Сан-Франциско, а Лиллард посещает церемонию как его лучший друг.

## В ролях
| Актёр          | Роль            |
| -------------- | --------------- |
| Джин Уайлдер   | Авраам Белински |
| Харрисон Форд  | Томми Лиллард   |
| Рамон Биери    | мистер Джонс    |
| Валь Бизольо   | Грэй Клауд      |
| Джордж Диченцо | Дэррил Диггс    |
| Уильям Смит    | Мэтт Диггс      |

## Производство

### Разработка
Фильм находился в разработке семь лет. Долгое время он назывался «Нет ножа», а затем ненадолго «Молокосос», прежде чем кто-то предложил назвать его «Фриско Кид». Роберт Олдрич заменил режиссера Дика Ричардса во время предварительного производства. Роджер Эберт писал: «Это действительно ничейный фильм. Сценарий был вокруг Голливуда в течение нескольких лет, и Олдрич, кажется, принял его как обычное задание». 
Согласно автобиографии Джина Уайлдера «Поцелуй меня, как незнакомца: мои поиски любви и искусства», роль Томми Лилларда, сыгранная Харрисоном Фордом, изначально планировалась для Джона Уэйна. Однако проблемы с зарплатой отменили эту идею, и сомнительно, что он закончил бы съемки, так как умер незадолго до показа картины «Фриско Кид».   

### Съёмки
Съёмки начались 30 октября 1978 года под рабочим названием «Нет ножа». 
Роберт Олдрич сказал: «За исключением Бетт Дейвис, Джин - лучший актер, с которым я работал. Он очень интуитивный, очень умный». Уайлдер сказал, что ему нравится работать с Олдричем, называя фильм «Молодой Франкенштейн встречает грязную дюжину». Режиссёр не всегда ладил с Харрисоном Фордом во время съемок. «Я думаю, что каждый раз, когда Роберт смотрел на Харрисона, он видел Джона Уэйна», - говорил продюсер Мейс Нойфельд. «Харрисон знал об этом, но он всегда был веселым, очень забавным».  
Позже Форд сказал: «Было весело работать с Джином, но каждый раз, когда режиссер Роберт Олдрич смотрел на меня, он думал о том, как он был недоволен тем, что вместо него не Джон Уэйн».